# Toblinger Knoten
A Toblinger Knoten (olaszul: Torre di Toblin vagy Torre di Toblino) egy 2617 méter magas sziklahegy a Dolomitokban, Olaszország Trentino-Alto Adige régiójában, Dél-Tirolban. A Sexteni Dolomitok része, a nevezetes Drei Zinnen (Dre Cime di Lavaredo) hármas hegycsúcstól északra. Közvetlen déli szomszédja a  2538 m magas Sextner Stein (Sextenstein), a Paternkofel sziklahegytől egy 2438 méter magas nyereg választja el. Az első világháború idején a környező sziklahegyekhez hasonlóan véres hegyi harcok színtere volt. Előretolt állásként mindvégig az osztrákok tartották. A hegybe vágott katonai állásokat és hadi utakat az 1970-es években felújították, a karbantartott mászóutakat ma alpinisták használják.

## Fekvése
A Toblinger Knoten a Sexteni-Dolomitok (Dolomiti di Sesto) déli részén emelkedik, a nevezetes Drei Zinnen (Tre Cime di Lavaredo) hármas hegycsúcsot körülvevő, nagy kiterjedésű, kb. 2300 m magasságban fekvő széles sziklás fennsíkon, a Zinnplateau-n, a Langer Alm (La Grava Longa) nevű magashegyi síkvidék északkeleti peremén, látványos sziklacsúcsok társaságában.
A sziklatornyon három dél-tiroli község osztozik. A tőle délnyugatra, a Drei Zinnen előtt fekvő Zinnenplateau fennsík, a Rienz patak forrásvidéke és vízgyűjtője (Rienztal) közigazgatásilag a puster-völgyi Toblach (Dobbiaco) községhez tartozik. A Toblinger Knotentől északra fekvő hegyvidék (Haunold-csoport) és az Innerfeld-völgy (Innerfeldtal) a puster-völgyi Innichen (San Candido) község területéhez, míg a keletre fekvő Bödenalpe hegycsoport (Schusterplatte, 2957 m, Elferkofel, 3092 m stb.) a Fischlein-völgyre (Valle Fiscalina) néznek, és Sexten községhez (Sesto) tartoznak. A Sexten patak völgye a mai osztrák–olasz államhatár olasz oldalán, azzal párhuzamosan futó Sexteni-völgyben fekszik. A három község határa a Toblinger Knoten csúcsán találkozik egymással.

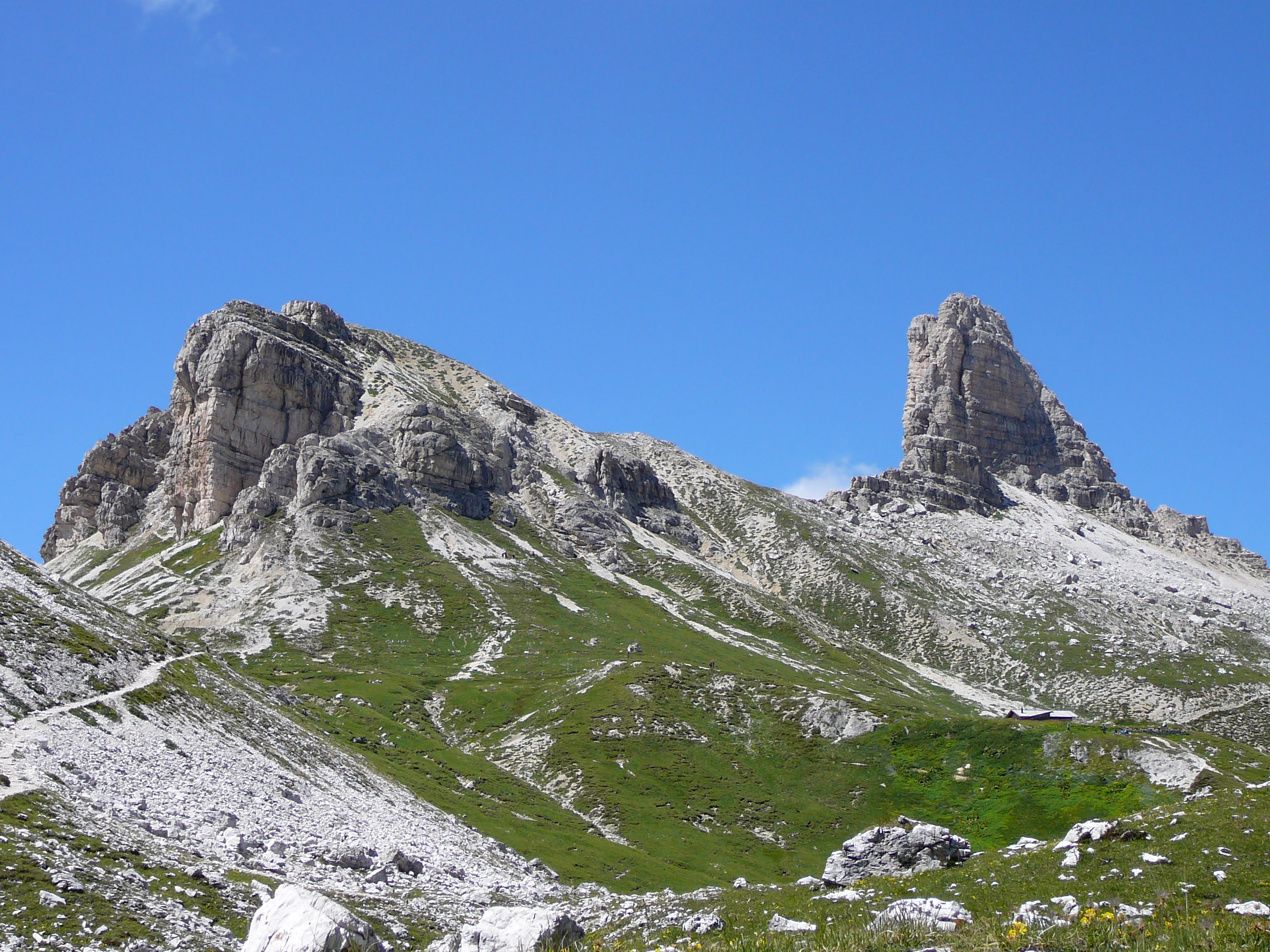
A Sextner Stein és a Toblinger Knoten

A Toblinger Knoten déli előterében, tőle alig 300 méterre áll a 2538 m magas Sextner Stein (a.m. „Sexteni-kő”) hegytömb. Ennek lábánál, 2438 m magasságban épült a Drei Zinnen-menedékház (Rifugio Antonio Locatelli), a környék hegymászóinak és hegyjáróinak fontos támaszpontja. Innen délre és nyugatra terül el a Zinnenplateu.
A Toblinger Knotentől délre a Paternkofel sziklahegy emelkedik, majd tovább délnyugatra a Drei Zinnen hármas csúcs, köztük a 2454 m magas Patern-nyereg (Paternsattel / Forcella Lavaredo) és a Lavaredo-menedékház (2344 m). Nyugat felé a Langer Almon keresztül a Rienz völgyébe, onnan a Höhlenstein-völgybe, olasz nevén Landro-völgybe (Valle di Landro) lehet kijutni.
Az egész környék, a Toblinger Knoten és a tőle délnyugatra fekvő Zinnenplateau (Zinnen-fennsík) része a „Drei Zinnen természetvédelmi területnek”. 2009 óta az UNESCO Világörökség részét képezi.

## Első megmászói
A Toblinger Knoten csúcsára elsőként bizonyos W. Eckert jutott fel 1889-ben, Michael Innerkofler sexteni hegyi vezetővel. A torony nyugati falát elsőként Michael fivére, Sepp Innerkofler mászta meg 1892-ben.

## Az első világháborúban
Az első világháború előtt az egész vidék az Osztrák–Magyar Monarchiához, Tirol tartományhoz tartozott. Ausztria már a 19. század végén (Lombardia és Veneto elvesztése után) védelmi létesítmények építésébe fogott Tirol határai mentén, az Ortlertől a Dolomitokon át a Júliai-Alpokig. Az akkori államhatár itteni szakasza a Toblinger Knotentől délre, a Drei Zinnen és a Paternkofel mentén húzódott. Itt is számos erődítmény (Werk, Sperre) épült. A Toblinger Knoten keleti és nyugati oldalába több figyelőállást vájtak. Ezek katonai jelentősége később rendkívüli mértékben megnőtt. A torony nyugati vállán, 2510 m magasságban egy bástyát építettek, amely a csúcstól délre fekvő terep megfigyelésére szolgált. A keleti vállon épített bástya, az Adlerwache („Sas-őrhely”, 2540 m), a hozzá vezető Maendl-alagúttal együtt a Fischlein-völgyre lenéző Bödenalpe hegyvidéket ellenőrizte. (Az olasz hegyivadászok, az Alpini-k a Fischlein-völgyön át is aktívan igyekeztek betörni Tirolba). A keleti vállon, 2520 m magasságban az osztrák utászok kavernát vájtak a katonák elszállásolására. A sziklatorony északi (védett) oldalán, 2475 m magasságban tiszti szállást és konyhát rendeztek be.

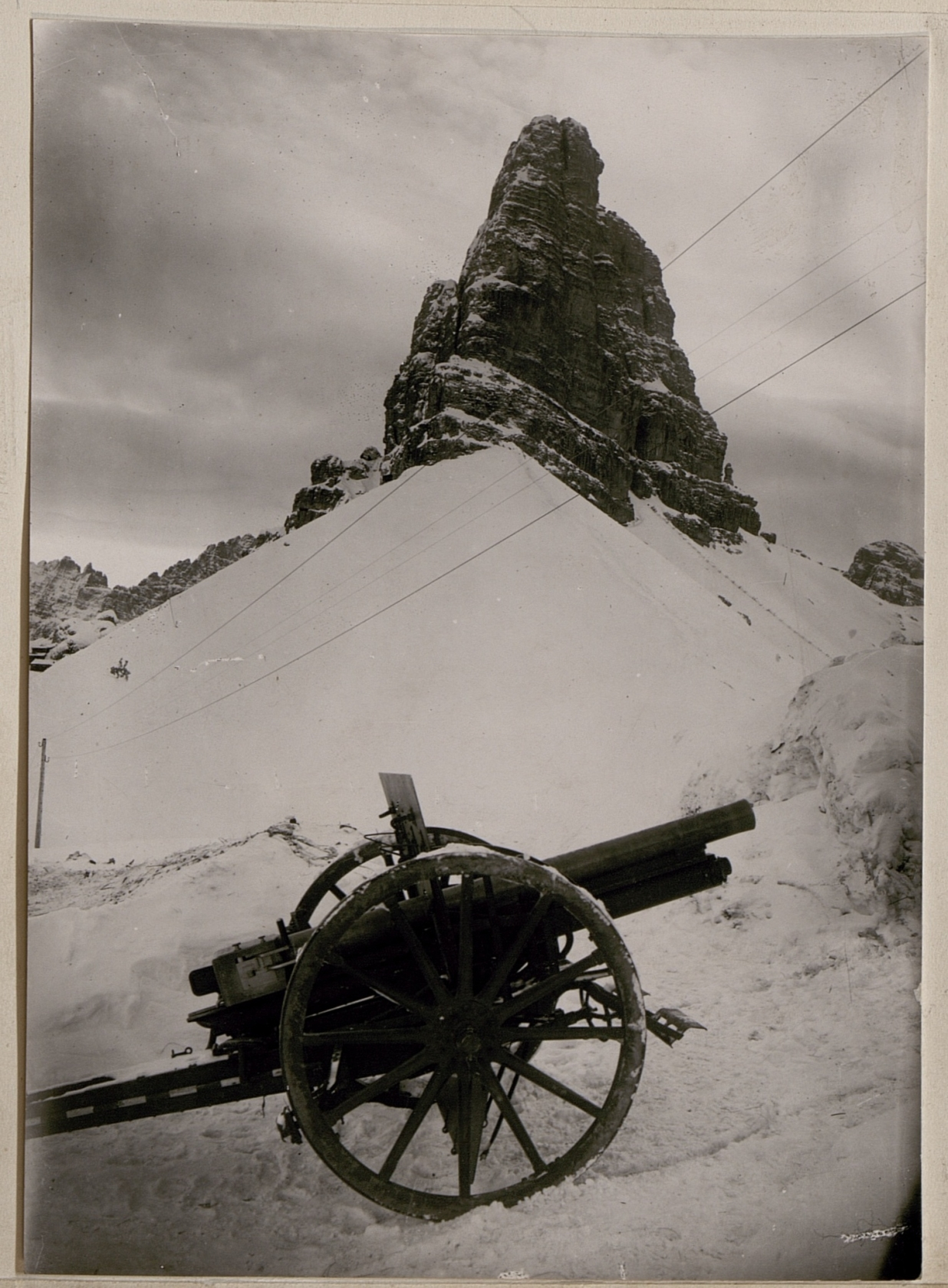
Osztrák–magyar tábori ágyú a Zinnen-fennsíkon, a Toblinger Knoten alatt

Az első olasz támadások 1915 augusztusában, három hónappal a háború kitörése után kezdődtek. Az olaszok megszállták a Paternkofel csúcsot, majd előrenyomultak egészen a Sextner Steinig, ahol homokzsákokból épített állásokban elsáncolták magukat. A Toblinger Knoten meredek sziklafalán azonban nem tudtak feljutni. Az ostromlott sziklatorony lett az osztrákok legmesszebbre előretolt állása az olaszok által megszállt területen. Mivel kitűnő kilátást nyújtott a harcmező minden részére, stratégiai jelentősége rendkívülivé vált.
1916 januárjában a hegy csúcsán is fedezékek kiépítésébe fogtak. (Az építést egy Hosp nevű tábori lelkész indítványozta, aki már 1915 végétől rendszeresen figyelőpontnak használta a csúcsot). Közvetlenül a csúcs alatt aknajáratokat és lövegállásokat robbantottak a hegybe. Az északkeleti él mentén közlekedő utat alakítottak ki, ezt azonban ki volt téve az olasz lövészek tüzének, ezért csak éjszaka használhatták. Emiatt 1916 tavaszán a védett északi fal kéményében kiépítették a Létrás utat (Leitersteig). Ugyanitt egy 150 kg teherbírású kábeles teherliftet is felszereltek, amellyel anyagokat, felszerelést szállítottak a csúcsra.
1917 áprilisában az osztrák katonák 300 méternyi alagutat ástak a hó alatt a Sextner Stein-ig, ezen keresztül támadást intéztek az ottani olasz állások ellen, de az akció nem járt sikerrel. A Toblinger Knoten osztrák és olasz állásai egészen 1917 novemberéig, a caporettói áttörésig kitartottak, ekkor az olasz csapatokat visszavonták az egész Dolomit-frontról. Ezután nagyobb arányú erődépítéseket terveztek, de ezekre már nem került sor. Ausztria–Magyarország világháborús veresége nyomán a saint-germaini békeszerződésben egész Dél-Tirolt Olaszország kapta meg.
A háború után a katonai építmények állaga leromlott. A „Létrás utat” csak 1979 után építették át modern vasalt mászóúttá. A háborús létra-út néhány alkatrészét, vaskapcsokat, falétrákat megtartották eredeti formájában. Az ötletadó tábori lelkészről elnevezett Feldkurat-Hosp-Steig mászóút több szakaszát is „megvasalták.” A Sas-őrhely (Adlerwache) sziklába vágott alagútja is bejárható, zseblámpa fénye mellett.

## Alpinizmus
A Toblinger Knoten északkeleti falán vezet felfelé a legkönnyebb mászóút, a fent említett tábori lelkészről elnevezett Felkurat-Hosp-Steig, amely I. nehézségi fokú, és helyenként vasalt biztosítással is el van látva. A torony északi falán fut az ún. „Létrás út” (Leiternsteig), ez meredekebb és nehezebb mászás, nagyobb része via ferrata (vasalt mászóút), de vannak benne II. nehézségi fokú szakaszok is. Nehezebb hegymászó útvonalak is vannak, pl. a nyugati élen (III. fokozat) és a délnyugati falon (III. fokozat). E mászóutak a közeli Drei Zinnen-menedékházból könnyen elérhetők, ezért gyakran zsúfoltak.
A hegyjáró („bakancsos”) turisták számára a hegy körül fekvő világháborús állások végiglátogatása kínálkozik érdekes programként.

## Képgaléria

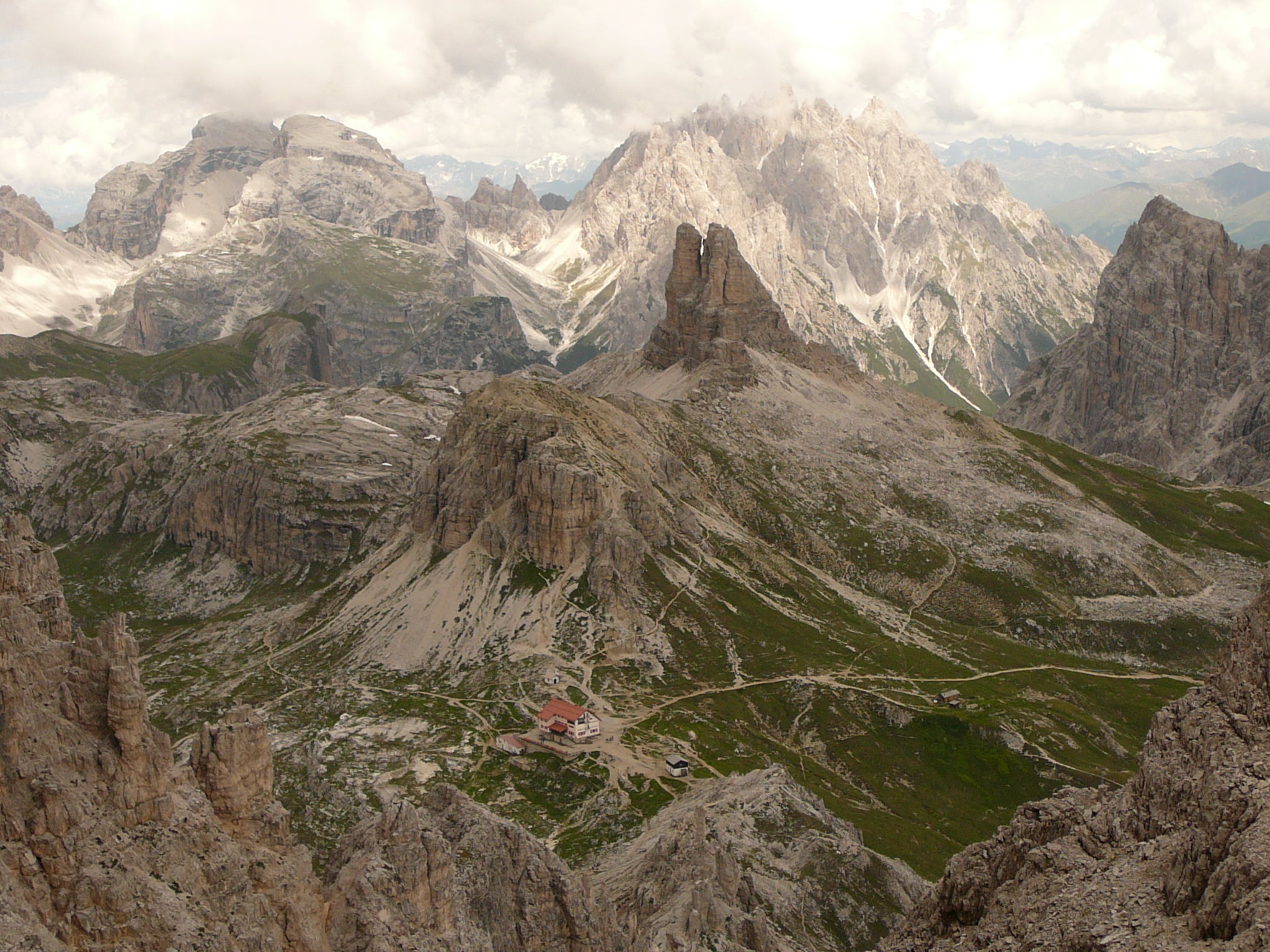
Sextner Stein és Toblinger Knoten (a Paternkofelről nézve)
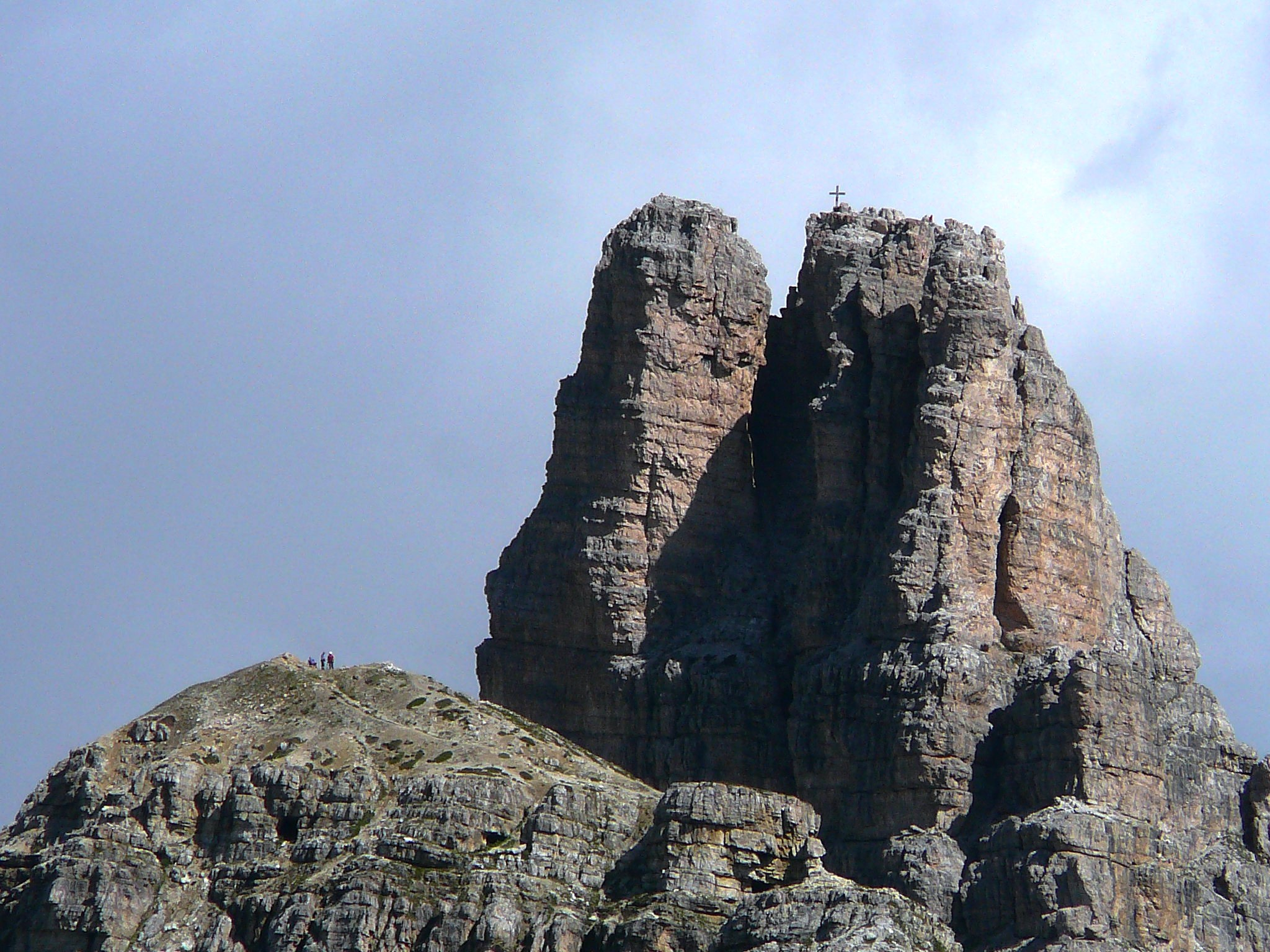
A Toblinger Knoten délkeletről (alatta a Sextner Stein)
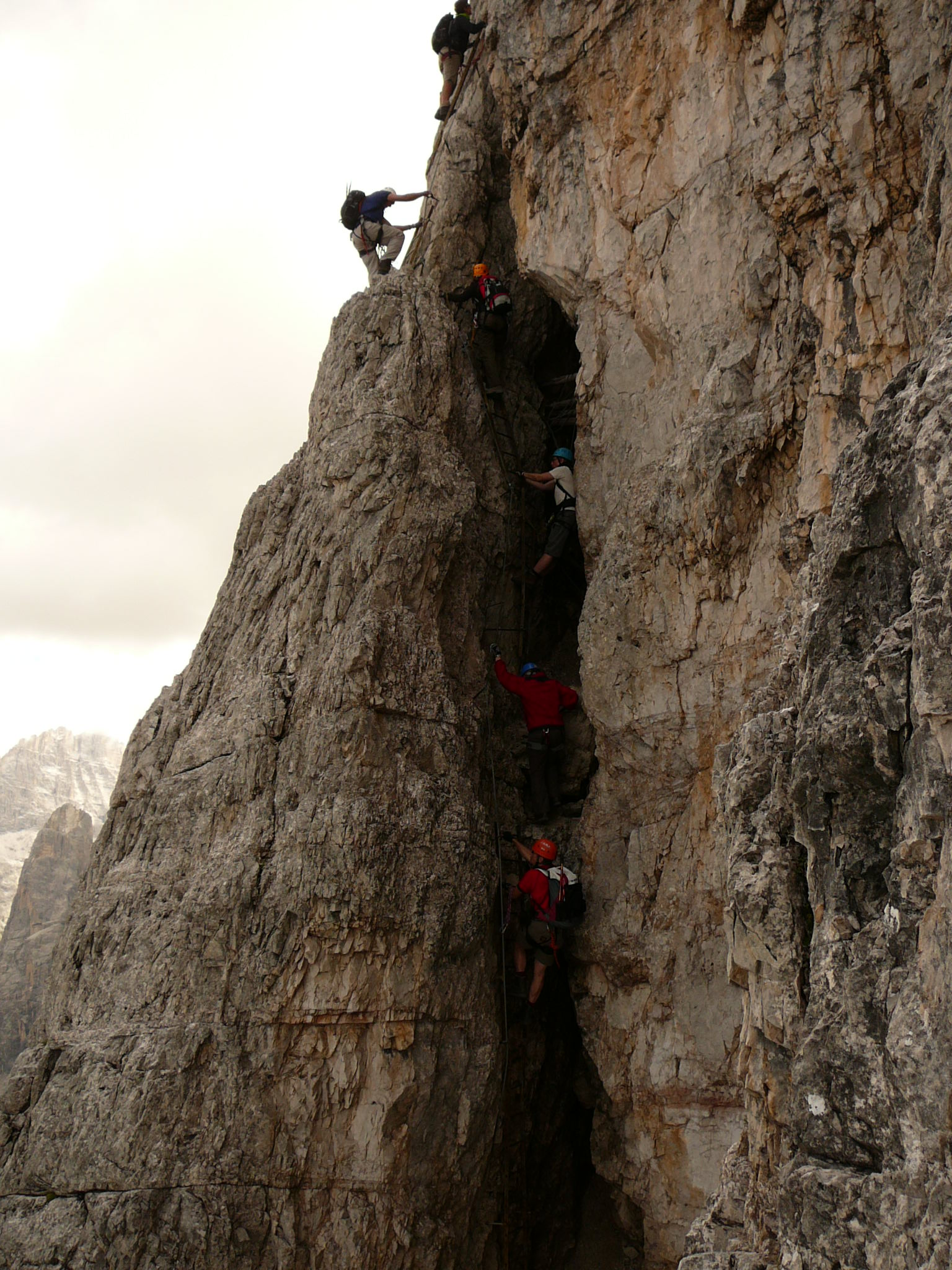
Az új vaslétrás mászóút
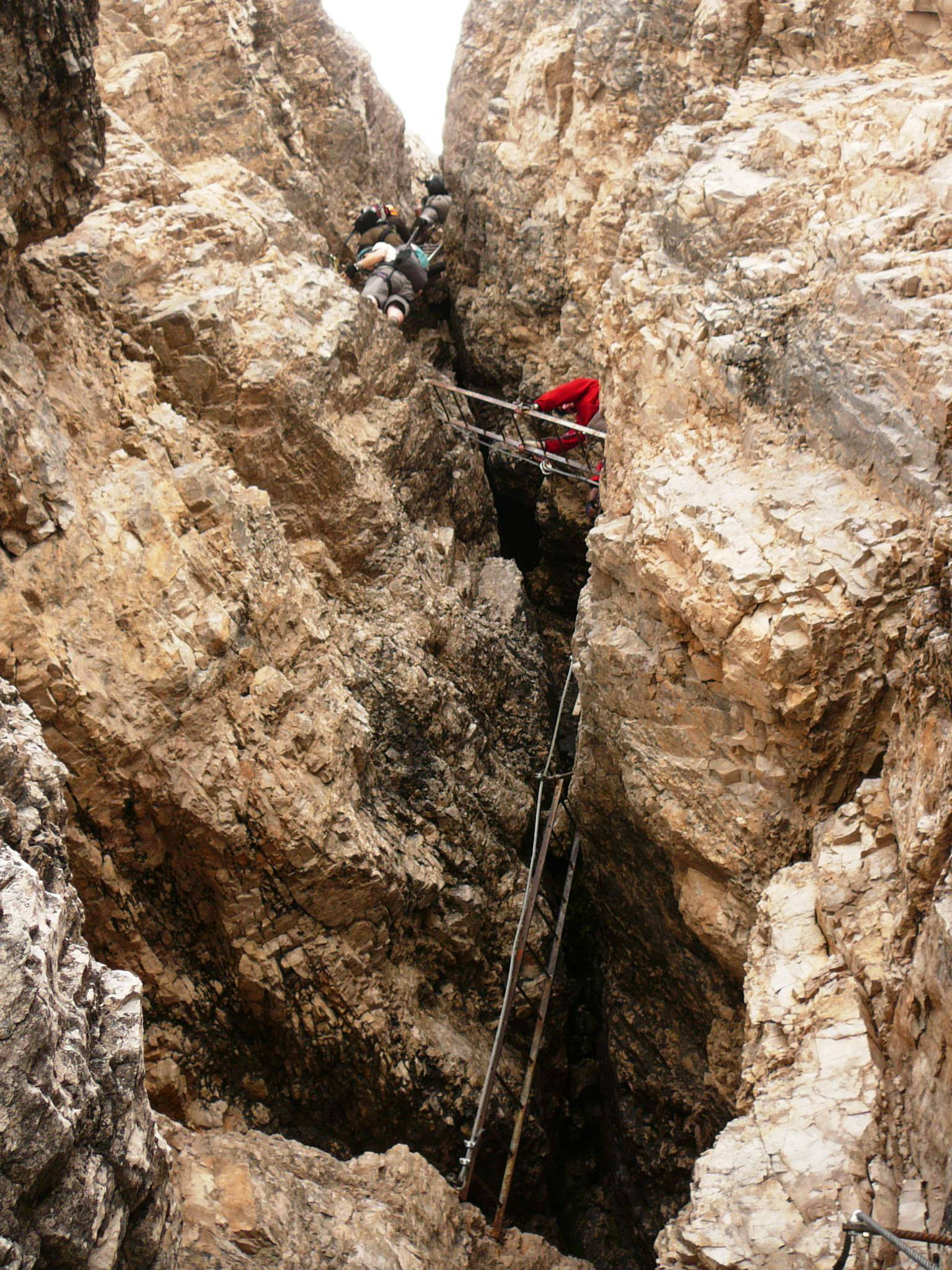
A csúcsra vezető vaslétrás út egy szakasza („kémény”)